# Sharon Nooitmeer
Sharon Nooitmeer (* 11. Juni 1999 in Capelle aan den IJssel) ist eine niederländische Handballspielerin.

## Karriere

### Im Verein
Sharon Nooitmeer spielte zunächst bis 2017 für den HV Quintus und wechselte darauf zum SV Dalfsen. In der Saison 2018/19 verbrachte sie in der Jugendakademie des französischen Vereines Metz Handball, bei deren ersten Damenmannschaft sie am Training teilnahm und einige Male im Kader stand. Anschließend lief sie eine Spielzeit für den französischen Drittligisten Rochechouart Saint Junien Handball 87 auf, bevor sie zum französischen Zweitligisten HB Octeville Sur Mer wechselte. 2021 ging sie nach Deutschland und unterschrieb einen Zwei-Jahres-Vertrag beim Erstligisten Sport-Union Neckarsulm. Am Ende ihrer ersten Saison in Neckarsulm verlängerte sie direkt um ein weiteres Jahr bis 2024. In der Saison 2023/24 wurde sie zur Kapitänin der Mannschaft. Im Sommer 2024 wechselte sie zum Ligakonkurrenten Thüringer HC. Mit dem Thüringer HC gewann sie im Jahr 2025 die EHF European League.

### In Auswahlmannschaften
Mit der niederländischen Juniorinnen-Nationalmannschaft nahm sie an der U20-Weltmeisterschaft 2018 teil und belegte den 5. Platz.